# American Forces Network
L'American Forces Network (AFN) è un servizio televisivo e radiofonico organizzato dalla United States Armed Forces per l'informazione e l'intrattenimento dei soldati statunitensi presenti nel territorio europeo, per i civili statunitensi e per i loro familiari. Ha sede a Mannheim, in Germania.

## Televisione
Fino a qualche anno fa i canali AFN erano ricevibili in varie zone d'Italia grazie a dei trasmettitori NTSC vicini alle basi statunitensi (es. sul Monte Serra, sul Monte Venda e sul Monte Faito). Oggi sono ricevibili solo tramite decoder via satellite e sono disponibili solo per i cittadini e i militari statunitensi in Europa.
Lista canali:
- AFN Prime Atlantic Benelux
- AFN News
- AFN Sports
- AFN Sports 2
- AFN Prime Pacific
- AFN Spectrum
- AFN Family
- AFN Movie Channel

## Radio
Le trasmissioni radiofoniche in FM e AM, dove possibile, sono ascoltabili in tutto il territorio tedesco e vicino alle basi di tutta Europa e nel sud est asiatico. Esistono due radio principali: AFN The Eagle, che propone principalmente musica e notizie locali dalle 6 alle 18, e AFN Power Network, che offre i notiziari della Associated Presses, ABC News, NBC News, AP Radio News, Yahoo! News e AFN News.
Nel 2014 sono state create anche sette webradio, disponibili sul sito www.afneurope.net e sulle applicazioni per Android e Apple.

### AFN The Eagle
Dalle 6 alle 18 vengono trasmesse le notizie locali direttamente dagli studi delle basi.
In Italia esistono 4 radio locali per un totale di 5 zone coperte dalle frequenze di AFN The Eagle:
- AFN Aviano - The Eagle

La base aerea dell'aeroporto militare di Aviano (PN) è coperta dalla sua radio locale. Ai 30' di ogni ora (dalle 6 alle 18) trasmette il proprio News Update. La zona coperta si estende, oltre alla città di Pordenone, anche alla costa friulana fino al confine con il Veneto dove incontra le frequenze della prossima radio locale. Alla sera inoltre, si può ascoltare anche nelle zone orientali del Friuli.
- AFN Vicenza - The Eagle

La Caserma Ederle e la Caserma Del Din hanno la propria radio locale chiamata AFN Vicenza. Anche questa trasmette ogni 30' Vicenza Radio News e servizi speciali in caso di eventi nelle basi.
La zona coperta, oltre che a Vicenza, alle città di Verona (in parte), Padova, Venezia (in parte) e le zone circostanti.
Dal 2012 AFN Vicenza viene trasmessa anche sulla base di Camp Darby a causa della chiusura della propria radio locale, in dettaglio qui sotto.
- AFN Livorno - The Eagle

Fino al 2012 la base militare di Camp Darby, situata tra Pisa e Livorno, era servita da AFN Livorno. Veniva trasmessa un'ora di musica nel programma Classic Rock. Dal 2012 viene trasmessa AFN Vicenza.
- AFN Naples - The Eagle

Anche la base statunitense di Bagnoli ha la sua radio locale. Vengono trasmessi dalle 18 alle 6 del giorno successivo la radio internazionale.
AFN trasmette sia su 107.0 che su 106.0. Si può ricevere da Santa Maria Capua Vetere fino a Sorrento.
- AFN Sigonella - The Eagle

L'aeroporto militare di Sigonella (Catania) ha la sua radio locale sui 105.9.
È ricevibile in tutta la piana dell'Etna tanto che ha come sottotitolo "The Sound of Etna".
Il sabato dalle 13 alle 17 viene trasmesso il countdown statunitense American Top 40 with Ryan Seacrest sulla musica del momento, mentre a partire dal 2017 viene trasmesso il venerdi, sabato e domenica dalle 18 alle 21 Remix Top 30, la classifica sui migliori remix degli Stati Uniti.
Ogni ora viene trasmesso il notiziario a cura di AP Radio News, Fox Sports, Parents' Magazine (solo il sabato e la domenica) e The Wall Street Journal Report.
Ogni Halloween e ogni Natale e Capodanno viene trasmesso uno speciale con una sigla che augura una felice festa e musica a tema: per esempio, musica horror e sigle thriller famose ad Halloween e canzoni natalizie nelle vacanze di fine anno.
Sull'arcipelago della Maddalena in Sardegna c'era una base statunitense e veniva trasmessa una radio locale "AFN - La Maddalena".

### AFN Power Network
La seconda radio, trasmessa in AM in quasi tutta Europa e in tutte le basi giapponesi e sudcoreane, trasmette notizie dalla testata AFN News e i notiziari di Yahoo! News ABC, NBC e AP Radio News. Tutte le sue frequenze in tutta Europa sono state spente.

### Le 11 radio tematiche su web e satellite
- AFN Country trasmette il meglio della musica country
- AFN Legacy - Classic Rock trasmette principalmente musica rock classica
- AFN Gravity - The Power Station trasmette musica Club e Urban con grandi cantanti e DJ
- AFN The Blend trasmette successi di musica leggera
- AFN Joe Radio - Playing Whatever trasmette una selezione di musica anni Ottanta e Novanta dei migliori artisti
- AFN Freedom Rock trasmette musica rock
- AFN PowerTalk - The Best of Talk Radio trasmette ore di musica da Rush Limbaugh, Ed Schultz, Sean Hannity and Thom Hartmann e molto altro
- AFN The Voice trasmette musica da Rush Limbaugh, Ed Schultz, Mike Huckabee, The Osgood File, Kim Komando, Sean Hannity, Alan Colmes, Banmiller on Business, At Home, Health

Beat, Big Biz Show e altro. In più, trasmette notiziari dalla ABC e dalla AP Radio News
- AFN Clutch trasmette sport da ESPN Radio and Sports Map Radio.
- AFN FANS trasmette sport da FOX Sports Radio, Sports Byline USA, and CBS Sports.
- NPR AFN trasmette programmi di National Public Radio (NPR)

## Frequenze radio
| Luogo - Europa           | AFN Power Network | AFN The Eagle |
| ------------------------ | ----------------- | ------------- |
| Amberg                   | ----              | 89.9          |
| Ansbach                  | ----              | 107.3         |
| Baumholder               | ----              | 106.1         |
| Garmisch                 | ----              | 90.3          |
| Hohenfels                | ----              | 93.5          |
| Illesheim                | ----              | 104.9         |
| Kaiserslautern           | ----              | 100.2         |
| Pirmasens                | ----              | 103.0         |
| Stoccarda                | ----              | 102.3         |
| Vilseck                  | ----              | 107.7 o 98.5  |
| Wiesbaden                | ----              | 98.7          |
| Pisa-Livorno             | ----              | 106.0         |
| Pordenone                | ----              | 106.0         |
| Napoli                   | ----              | 97.3          |
| Vicenza                  | ----              | 105.3         |
| Catania - Sigonella      | ----              | 105.9         |
| Souda Bay, Creta         | ----              | 107.3         |
| Brussels                 | ----              | 101.7         |
| Chievres                 | ----              | 107.9         |
| Kleine Brogel            | ----              | 106.2         |
| SHAPE                    | ----              | 106.5         |
| Brunssum                 | ----              | 89.2          |
| Schinnen                 | ----              | 89.2          |
| Volkel                   | ----              | 107.9         |
| Lajes Field, Is. Azzorre | ----              | 96.7          |
| Rota                     | ----              | 102.5         |
| Moròn                    | ----              | 92.1          |
| Incirlik                 | ----              | 107.1         |
| Papa AB                  | ----              | 102.7         |

| Luogo - Sud-Est Asiatico | AFN Power Network (Surf) | AFN The Eagle (Wave) |
| ------------------------ | ------------------------ | -------------------- |
| Naha - 那覇              | ----                     | 89.1                 |
| Hiroshima - 広島         | ----                     | ----                 |
| Tokyo - 東京             | ----                     | 810                  |
| Seoul - 서울             | ---- - 1530              | 102.7                |